# بادريا
بادريا، (بالإنجليزية: Padria)‏، هي بلدية، في مقاطعة ساساري، في جزيرة سردينيا الإيطالية، وتقع على بعد حوالي 140 كم (87 ميل) شمال غرب كالياري، وحوالي 40 كم (25 ميل) جنوب ساساري. في 31 ديسمبر 2004 ، كان عدد سكانها 785 وتبلغ مساحتها 48.0 كيلومتر مربع (18.5 ميل مربع).

## السكان
في سنة 1861 بلغ عدد السكان 1٬722 نسمة، وتطور العدد ليصل في سنة 2011 لـ 695 نسمة.
يظهر هذا المخطط البياني تطور النمو السكاني لـ بادريا